# Liste der Nummer-eins-Hits in den Hot 100 Airplay (2010)
Diese Liste enthält alle Nummer-eins-Hits in den Hot 100 Airplay Charts im Jahr 2010. Es handelt sich hierbei um die Charts mit den von den Radiostationen in den USA am häufigsten gespielten Musiktiteln, die vom US-amerikanischen Magazin Billboard veröffentlicht wurden. In diesem Jahr gab es zwölf Spitzenreiter.
| Singles |
| --- |
| - Jay-Z feat. Alicia Keys – Empire State of Mind - 9 Wochen (28. November 2009 – 29. Januar 2010) - Kesha – Tik Tok - 7 Wochen (30. Januar – 19. März) - Young Money feat. Lloyd – Bedrock - 1 Woche (20. März – 26. März) - Lady Antebellum – Need You Now - 2 Wochen (27. März – 9. April) - Rihanna – Rude Boy - 6 Wochen (10. April – 21. Mai) - B.o.B feat. Bruno Mars – Nothin’ on You - 3 Wochen (22. Mai – 11. Juni) - Usher feat. will.i.am – OMG - 7 Wochen (12. Juni – 30. Juli) - Katy Perry feat. Snoop Dogg – California Gurls - 3 Wochen (31. Juli – 20. August) - Eminem feat. Rihanna – Love the Way You Lie - 8 Wochen (21. August – 15. Oktober) - Katy Perry – Teenage Dream - 1 Woche (16. Oktober – 22. Oktober) - Bruno Mars – Just the Way You Are - 7 Wochen (23. Oktober – 10. Dezember) - Rihanna – Only Girl (In the World) - 3 Wochen (11. Dezember – 31. Dezember) |